# فیلم‌شناسی لیلا حاتمی

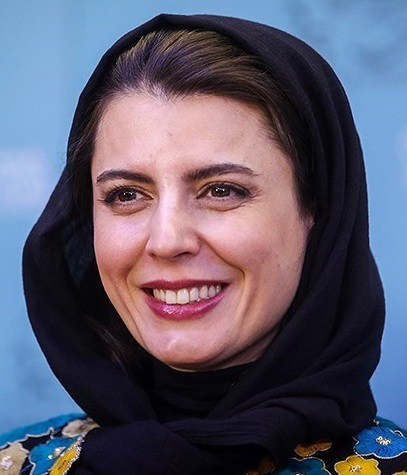
حاتمی در جشنواره فیلم فجر ۱۳۹۵

لیلا حاتمی بازیگر سینما و تلویزیون و طراح صحنه و لباس اهل ایران است. اولین نقش‌آفرینی حاتمی در سال ۱۳۵۶ و در مجموعهٔ تلویزیونی طلاق بود. حاتمی اولین نقش سینمایی‌اش را در فیلم کمال‌الملک (۱۳۶۲) ساختهٔ علی حاتمی اجرا کرد؛ این فیلم بر اساس زندگیِ کمال‌الملک، نقاش ایرانی ساخته شده است و حاتمی در نقش کودکیِ او ظاهر می‌شود. دومین حضور سینمایی او در سال ۱۳۷۰ و به‌عنوان یک شاهزاده خانم تُرک نابینا در دلشدگان ساختهٔ علی حاتمی بود. بازی او در نقش یک زن نازا در لیلا (۱۳۷۵) ساختهٔ داریوش مهرجویی مورد توجه قرار گرفت. او با این فیلم نامزد سیمرغ بلورین در رشتهٔ بهترین بازیگر نقش اول زن شد و نخستین جایزهٔ سینمایی‌اش که دیپلم افتخار جشنواره فیلم فجر بود را دریافت کرد.
دومین نقش‌آفرینی موفق او در ملودرام عاشقانهٔ شیدا (۱۳۷۷) ساختهٔ کمال تبریزی بود که برای آن نامزد سیمرغ بلورین شد. حاتمی برای ایفای نقش یک زن روسپی در آب و آتش (۱۳۷۹) ساختهٔ فریدون جیرانی و برای بازی در نقش یک زن جنوبی حامله در ارتفاع پست (۱۳۸۰) ساختهٔ ابراهیم حاتمی‌کیا مورد توجه قرار گرفت. او در حکم (۱۳۸۳) ساختهٔ مسعود کیمیایی، نقش یک زن گانگستر را ایفا کرد. حاتمی در همکاری مجدد با فریدون جیرانی در فیلم سالاد فصل (۱۳۸۳) نامزدی سیمرغ بلورین را به‌دست‌آورد. او با بازی در هر شب تنهایی (۱۳۸۶) ساختهٔ رسول صدرعاملی، بار دیگر به ژانر ملودرام روی آورد و در نقش زنی مبتلا به سرطان حضوری تأثیرگذار داشت. فیلم بی‌پولی (۱۳۸۷) نخستین همکاری حاتمی با حمید نعمت‌الله است که برای بازی در آن مورد تحسین قرار گرفت و برندهٔ سیمرغ بلورین شد. حاتمی در سال ۱۳۸۹ برای نقش‌آفرینی در جدایی نادر از سیمین ساختهٔ اصغر فرهادی پیشرفت چشمگیری را در کارنامه هنری‌اش تجربه کرد. او برای این فیلم به شهرت جهانی رسید و چندین جایزهٔ بین‌المللی از جمله خرس نقره‌ای جشنواره برلین را دریافت کرد. او در نارنجی‌پوش (۱۳۹۰) ساختهٔ داریوش مهرجویی نقش یک نابغه ریاضی را ایفا کرد و برای آن نامزد سیمرغ بلورین شد. حاتمی برای بازی در سربه‌مهر (۱۳۹۱) مورد تحسین و ستایش منتقدان قرار گرفت.
حاتمی در فیلم من (۱۳۹۴) نقش یک زن خلافکار را ایفا کرد و برای آن مورد تحسین منتقدان قرار گرفت. او برای ایفای‌نقش زنی نابسامان در رگ خواب (۱۳۹۵) که مورد استقبال منتقدان واقع شد، جوایز مختلفی از جمله سیمرغ بلورین بهترین نقش اول زن را کسب کرد. او در کمدی سیاهِ خوک (۱۳۹۶) ساختهٔ مانی حقیقی نقش یک ستاره سینما را ایفا کرد که اولین فیلم کمدی است که حاتمی در آن نقش‌آفرینی کرده است. حاتمی در سال ۱۳۹۷ در ما همه با هم هستیم ساختهٔ کمال تبریزی به‌عنوان رئیس یک شرکت هواپیمایی حضور یافت و در مجموعهٔ نمایش خانگی نهنگ آبی نقش‌آفرینی کرد.

## فیلم
| به آثاری اشاره دارد که در حال حاضر منتشر نشده‌اند | به آثاری اشاره دارد که در حال حاضر منتشر نشده‌اند |

| سال  | عنوان                     | نقش              | توضیحات                                  | منا.   |
| ---- | ------------------------- | ---------------- | ---------------------------------------- | ------ |
| ۱۴۰۳ | بت                        |                  | پس‌تولید                                  | [ ۱۵ ] |
| ۱۴۰۱ | زمانی در ابدیت            | مریم             | آماده نمایش                              | [ ۱۶ ] |
| ۱۴۰۰ | پیرپسر                    | رعنا             |                                          | [ ۱۷ ] |
| ۱۴۰۰ | تصور                      | گوناگون          | حاتمی ۸ نقش را ایفا کرد.                 | [ ۱۸ ] |
| ۱۳۹۹ | نبودن                     | مریم             | فیلمی از علی مصفا                        | [ ۱۹ ] |
| ۱۳۹۸ | قاتل و وحشی               | زیبا             | آماده نمایش                              | [ ۲۰ ] |
| ۱۳۹۸ | مسیر باد                  | مریم مجدلیه      | پس‌تولید؛ فیلم آمریکایی                   | [ ۲۱ ] |
| ۱۳۹۷ | مردی بدون سایه            | سایه تمدن        |                                          | [ ۲۲ ] |
| ۱۳۹۷ | ما همه با هم هستیم        | خانم مژدهی       |                                          | [ ۲۳ ] |
| ۱۳۹۷ | آخرین داستان              | شهرزاد (صدا)     | فیلم پویانمایی                           | [ ۲۴ ] |
| ۱۳۹۶ | خوک                       | شیوا مهاجر       |                                          | [ ۲۵ ] |
| ۱۳۹۶ | بمب؛ یک عاشقانه           | میترا            |                                          | [ ۲۶ ] |
| ۱۳۹۵ | حکایت دریا                | پروانه           |                                          | [ ۲۷ ] |
| ۱۳۹۴ | رگ خواب                   | مینا             | همچنین یکی از سرمایه‌گذاران               | [ ۲۸ ] |
| ۱۳۹۴ | من                        | آذر میرزایی      |                                          | [ ۲۹ ] |
| ۱۳۹۳ | دوران عاشقی               | بیتا تمدن        |                                          | [ ۳۰ ] |
| ۱۳۹۲ | در دنیای تو ساعت چند است؟ | گلی ابتهاج       |                                          | [ ۳۱ ] |
| ۱۳۹۱ | سربه‌مهر                   | صبا ارجمندی      |                                          | [ ۳۲ ] |
| ۱۳۹۱ | آشنایی با لیلا            | لیلا             |                                          | [ ۳۳ ] |
| ۱۳۹۰ | نارنجی‌پوش                 | نهال نهاوندی     |                                          | [ ۳۴ ] |
| ۱۳۹۰ | پله آخر                   | لیلی             | همچنین طراح صحنه و لباس                  | [ ۳۵ ] |
| ۱۳۸۹ | جدایی نادر از سیمین       | سیمین رفیعی      |                                          | [ ۳۶ ] |
| ۱۳۸۹ | سعادت‌آباد                 | یاسی             |                                          | [ ۳۷ ] |
| ۱۳۸۸ | آسمان محبوب               | ماه‌نظر           |                                          | [ ۳۸ ] |
| ۱۳۸۸ | چیزهایی هست که نمی‌دانی    | خانم دکتر        |                                          | [ ۳۹ ] |
| ۱۳۸۸ | پرسه در مه                | رؤیا             |                                          | [ ۴۰ ] |
| ۱۳۸۷ | چهل سالگی                 | نگار تمدن        |                                          | [ ۴۱ ] |
| ۱۳۸۷ | شیرین                     | یکی از حضار      |                                          | [ ۴۲ ] |
| ۱۳۸۷ | بی‌پولی                    | شکوه             |                                          | [ ۴۳ ] |
| ۱۳۸۶ | هر شب تنهایی              | عطیه             |                                          | [ ۴۴ ] |
| ۱۳۸۴ | قایق‌های من                | مریم (صدا)       | فیلم کوتاه از صفی یزدانیان               | [ ۴۵ ] |
| ۱۳۸۳ | شاعر زباله‌ها              | زن جوان          |                                          | [ ۴۶ ] |
| ۱۳۸۳ | حکم                       | فروزنده          |                                          | [ ۴۷ ] |
| ۱۳۸۳ | سالاد فصل                 | لیلا سازگار      |                                          | [ ۴۸ ] |
| ۱۳۸۲ | سیمای زنی در دوردست       | زن جوان          |                                          | [ ۴۹ ] |
| ۱۳۸۰ | هم‌سایه                    | —                | فیلم کوتاه از علی مصفا؛ طراح صحنه و لباس | [ ۵۰ ] |
| ۱۳۸۰ | ایستگاه متروک             | مهتاب            |                                          | [ ۵۱ ] |
| ۱۳۸۰ | ارتفاع پست                | نرگس             |                                          | [ ۵۲ ] |
| ۱۳۷۹ | آب و آتش                  | مریم             |                                          | [ ۵۳ ] |
| ۱۳۷۹ | مربای شیرین               | مادرِ جلال        |                                          | [ ۵۴ ] |
| ۱۳۷۸ | میکس                      | خانم سلیمی       | حضور افتخاری                             | [ ۵۵ ] |
| ۱۳۷۷ | شیدا                      | شیدا فاطمی       |                                          | [ ۵۶ ] |
| ۱۳۷۵ | لیلا                      | لیلا             |                                          | [ ۵۷ ] |
| ۱۳۷۰ | دلشدگان                   | لیلا             |                                          | [ ۵۸ ] |
| ۱۳۶۲ | کمال‌الملک                 | کمال‌الملک خردسال | حاتمی نقش یک پسربچه را ایفا کرد.         | [ ۵۹ ] |

## تلویزیون
| سال  | عنوان                     | نقش               | توضیحات       | منا.   |
| ---- | ------------------------- | ----------------- | ------------- | ------ |
| ۱۳۸۶ | پریدخت                    | پریدخت            | نقش اصلی      | [ ۶۰ ] |
| ۱۳۷۹ | کیف انگلیسی               | مستانه            | نقش اصلی      | [ ۶۱ ] |
| ۱۳۶۷ | هزاردستان                 | آمینه اقدس خردسال | قسمت سوم      | [ ۶۲ ] |
| ۱۳۶۲ | بچه‌ها بیدار، بچه‌ها هوشیار | خودش              | برنامه کودک   | [ ۶۳ ] |
| ۱۳۵۶ | طلاق                      | بهاره             | قسمت: «معتاد» | [ ۶۴ ] |

## نمایش خانگی
| سال  | عنوان          | نقش              | توضیحات | منا.   |
| ---- | -------------- | ---------------- | ------- | ------ |
| ۱۴۰۱ | شبکه مخفی زنان | دلبرجان تاجرباشی | ۲۵ قسمت | [ ۶۵ ] |
| ۱۳۹۷ | نهنگ آبی       | آناهیتا کاشف     | ۱۰ قسمت | [ ۶۶ ] |